# Études régionales

## Introduction et historique

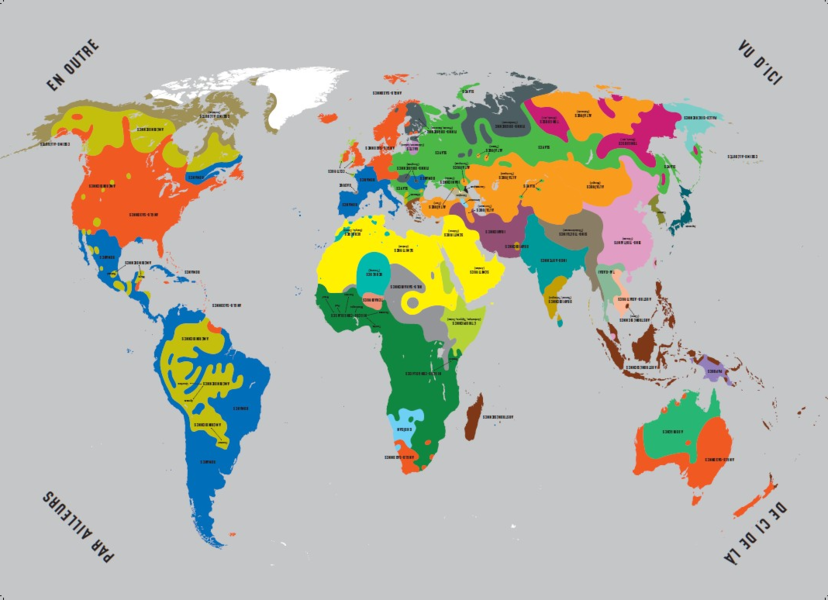
Le monde selon la BULAC - carte des familles de langues. David Poullard / BULAC

Les études régionales, également désignées sous les termes allemands "Regionalwissenschaften" ou "Regionalstudien" et l'anglais "area studies", forment un champ de recherche interdisciplinaire visant à explorer la société, la culture et l'histoire spécifiques à une région déterminée, tout en incluant une analyse linguistique des langues régionales, de leur littérature et d'autres aspects culturels. Cette approche, caractérisée par une forte interdisciplinarité, s'inscrit dans le domaine plus vaste des sciences sociales et humaines, englobant des disciplines telles que les relations internationales, les études stratégiques, l'histoire, les sciences politiques, l'économie politique, les études culturelles, les langues, la géographie et la littérature.
L'essor des études régionales trouve ses racines après la Seconde Guerre mondiale, période où les universités américaines, préalablement axées sur le monde occidental, ont cherché à étendre leur compréhension aux régions non occidentales. Avant la guerre, peu de chercheurs américains se consacraient à l'étude du monde non occidental, et les études sur les régions étrangères étaient virtuellement inexistantes. La nécessité de mieux comprendre ces régions, en particulier dans le contexte de la Guerre froide et de la décolonisation de l'Afrique et de l'Asie, a conduit à une mobilisation significative de ressources.
Les fondations telles que la Ford Foundation, la Rockefeller Foundation et la Carnegie Corporation of New York ont joué un rôle essentiel dans le façonnement de ce domaine. Les réflexions conjointes de ces organisations ont abouti à un consensus élargi : pour remédier au déficit de connaissance, les États-Unis devaient investir dans les études internationales. Ainsi, en 1950, la Ford Foundation a établi le prestigieux Foreign Area Fellowship Program (FAFP), le premier programme de bourses à l'échelle nationale pour soutenir la formation en études régionales aux États-Unis. De 1953 à 1966, elle a contribué à hauteur de 270 millions de dollars à 34 universités pour des études régionales et linguistiques.
La tension centrale dans l'évolution des études régionales résidait dans la divergence d'opinions quant à l'approche à adopter. Certains préconisaient le développement d'une connaissance contextualisée culturellement et historiquement en collaboration étroite avec les humanistes, tandis que d'autres souhaitaient la création de théories macrohistoriques englobant différentes géographies. Cette divergence a conduit à une scission entre les partisans des études de zone et les défenseurs de la théorie de la modernisation.
L'influence de la Ford Foundation demeura prépondérante, établissant des programmes significatifs tels que le FAFP et influençant la création de centres nationaux de ressources à travers les universités américaines. Parallèlement, des programmes similaires ont émergé en Union soviétique.
Ainsi, les études régionales ont évolué d'une réponse à des besoins stratégiques post-Seconde Guerre mondiale à un domaine académique riche et diversifié, reflétant la complexité du monde contemporain.

## Institutions et programmes
Des établissements d’enseignement supérieur sont entièrement consacrés aux études régionales, que ce soit en Europe ou en dehors de l'Europe.

### En Europe

#### En Belgique
En Belgique plusieurs instituts se consacrent spécifiquement aux études régionales portant sur des régions du monde autres que la Belgique :
-       Centre d'Études des Mondes Russe, Caucasien et Centre-Européen (CERCEC) - Bruxelles
-       Le CERCEC, présent à Paris et à Bruxelles, est un centre de recherche interdisciplinaire qui se concentre sur les études régionales en Europe centrale et orientale, ainsi que dans le Caucase et en Russie
-       Groupe de recherche en études africaines (GERA) - Université catholique de Louvain (UCLouvain)
-       Le GERA se concentre sur les études africaines, en examinant les questions politiques, économiques, sociales et culturelles liées au continent africain
-       Centre de recherche en études chinoises (CRÉC) - Université libre de Bruxelles (ULB)
-       Le CRÉC se spécialise dans les études chinoises, couvrant divers aspects de la Chine contemporaine, y compris ses dimensions politiques, économiques, culturelles et sociales.
-       Centre d'études interdisciplinaires de l'Asie du Sud-Est (CRISEA) - Université de Liège
-       Le CRISEA se consacre à la recherche interdisciplinaire sur l'Asie du Sud-Est, couvrant des thèmes tels que la politique, la société, l'économie et la culture dans la région
-       Centre d'études japonaises (CEJ) - Université catholique de Louvain (UCLouvain) :
-       Le CEJ se spécialise dans les études japonaises, offrant des recherches sur divers aspects du Japon moderne et contemporain.
Ces centres et groupes de recherche offrent des ressources et des expertises dans des domaines spécifiques des études régionales portant sur différentes parties du monde.
Certains scientifiques belges sont reconnus pour leurs contributions dans le domaine des études régionales portant sur différentes parties du monde. Voici quelques noms qui pourraient susciter votre intérêt : Dr. David Camfield, professeur à l'Université libre de Bruxelles (ULB), spécialisé dans les études sur les transformations politiques et économiques en Europe centrale et orientale. Dr. Ruddy Doom, sociologue belge, professeur émérite à l'Université d'Anvers, spécialisé dans les études africaines, la politique de développement et les mouvements sociaux en Afrique. Dr. Pierre Defraigne, économiste, ancien Directeur exécutif adjoint de l'Organisation mondiale du commerce (OMC). Il a également travaillé sur les questions économiques liées à l'Asie. Dr. Béatrice Hibou, anthropologue et politologue, elle a travaillé sur les questions politiques et sociales au Moyen-Orient et en Afrique du Nord. Elle est également chercheuse au CNRS (France) et a enseigné à l'ULB. Dr. Els Witte, historienne, professeure émérite à la Vrije Universiteit Brussel (VUB), spécialisée dans l'histoire de l'Amérique latine, en particulier de la Colombie. Dr. Jean-Pascal Bassino, économiste, professeur à l'Université de Liège, spécialisé dans l'économie de l'Asie de l'Est, notamment le Japon.

#### En France
En France, les études régionales sont organisées en quatre grands Groupement d’Intérêt Scientifique (GIS), c’est-à-dire en fédération d’établissements, de laboratoires et de chercheurs actifs dans un domaine de recherche. Ces GIS sont soutenus par le CNRS et organisent leur production scientifique autour de rencontres, de réseaux d’informations. Les GIS en études aréales sont les suivants : études africaines, études asiatiques, Institut des Amériques, Moyen-Orient et Mondes Musulmans. Ils ont chacun produit des livres blancs lors d'une journée organisée par l'Alliance Athéna et le CNRS le 24 octobre 2016 à la BULAC, destinés aux "communautés scientifiques, aux acteurs de l'enseignement supérieur et de la recherche, et à l'ensemble des décideurs publics. Ils ouvrent une réflexion collective sur un ensemble de préconisations partagées par les GIS études aréales"1. Ces livres blancs ont été construits autour de différents textes et témoignages, et traitent de différents sujets tels la formation à la recherche, le recrutement des chercheurs, la mise en réseau de différents laboratoires et le nécessaire partage des compétences et connaissances.
La synthèse des livres blancs en études aréales en France produite en 2016 montre que ces institutions se concentrent dans le bassin parisien2, mais d'autres acteurs sont répartis sur le territoire. Parmi elles, on trouve la Maison Méditerranéenne des Sciences de l'Homme de l'Université d'Aix Marseille ; l'Institut d'Asie Orientale (IAO) de l’École normale supérieure de Lyon ; la Maison des Suds à l'Université de Bordeaux Montaigne ; l'Institut d'études pluridisciplinaires des Amériques (IPEAT) et la Maison Universitaire franco-mexicaine (MUFRAMEX) de l'Université de Toulouse ; l'Institut des Amériques à Rennes ; l'Université Nice Sophia Antipolis ; l’Équipe de recherche Interdisciplinaire sur les Aires Culturelles (ERIAC) de l'Université de Rouen ; l'Institut des Langues et Cultures d'Europe, Amérique, Afrique, Asie et Australie de l'Université de Grenoble ; le Centre d’Études en Civilisations, Langues et Lettres Étrangères (Cecille) de l'Université de Lille ; l'Institut de Recherche Intersite en Études culturelles (IRIEC) de l'Université Paul Valéry à Montpellier ; l'Institut des mondes musulmans de l'Université de Strasbourg ; l'Université Paris Sciences et Lettres (PSL) ; l'Université Paris-Nanterre et la Bibliothèque La contemporaine impliquée dans un projet CollEx-Persée sur les études aréales ; le Centre de recherche sur les civilisations de l'Asie Orientale (CRCAO) de l’École Pratique des Hautes études (EPHE) ; le Centre de Recherches d'Histoire Nord-Américaine (CRHNA) de l'Université Paris 1 - Panthéon Sorbonne ; le Centre de Recherche et de Documentation sur les Amériques (CREDA) de l'Université Paris 3 - Sorbonne nouvelle ; l'UMR 8224 EUR'ORBEM sur les cultures et sociétés d'Europe orientale, balkanique et médiane de Sorbonne Université ; l'Université Paris 7 - Université de Paris ; l’École des Hautes Études en Sciences Sociales (EHESS) qui présente plusieurs centres de recherche sur les Amériques, l'Afrique, l'Europe et le monde méditerranéen, ainsi que l'Asie, l'Océanie et l'Arctique ; l'Institut national des langues et civilisations orientales (Inalco) ; la Bibliothèque universitaire des langues et civilisations (BULAC) ; les Unités Mixtes des Instituts Français de recherche à l'étranger (UMIFRE) ou encore l’École française d'extrême Orient (IFAO).

#### Reste de l'Europe
Les universités européennes présentent, elles aussi, de nombreux laboratoires et équipes de recherche impliquées dans les études aréales. En Angleterre se trouvent la School of Oriental and African Studies, qui fait partie de l’Université de Londres ; la School of Interdisciplinary Area Studies (SIAS) et le St Antony's College de l'Université d'Oxford. Le German Institute of Global and Area Studies (GIGA) à Hambourg est également spécialisé dans ces études régionales, de même que l'Institute of Area Studies (LIAS) de l'Université de Leiden, l'Institute for Asian and African Studies et le Confucius Institute de l'Université d'Helsinki ; l'Itä-Aasian tutkimus- ja koulutuskeskus (CEAS) de l'Université de Turku et l'University of Oulu en Finlande ; le Centre for East and South-East Asian Studies et le Réseau suédois des études sud-asiatiques de l'Université de Lund ; le Nordic Institute of Asian Studies de Copenhague ; l'Institut of East Asian Studies, Charles University in Prague et le Département des études asiatiques de St Kliment Ohridski à l'University of Sofia.

### Hors Europe
Enfin, plusieurs universités sont réputées pour leurs départements d'études aréales à l'international. Elles sont souvent en lien avec les universités et les laboratoires de recherche français. La liste suivante ne tend pas à l'exhaustivité :   
- La Tokyo University of Foreign Studies au Japon ;
- L'Université Jawaharlal Nehru à New Delhi ;
- Le College Of Asia & The Pacific de L'Université nationale d'Australie ;
- L'Université de New York qui propose plusieurs parcours ;
- L'University of Southern California ;
- Le Miami-Dade College ;
- La Drexel University ;
- L'Indiana University Bloominton ;
- L'American University ;
- La Missouri State University ;
- La Boston University ;
- L'University of Hawaii at Manoa ;
- La Fordham University ;
- La Washington University in St Louis ;
- L'University of Oklahoma ;
- L'University of Oregon.

## Domaines
Les études régionales se déclinent en divers domaines selon l'affiliation à une région géographique ou à une ethnie particulière. Leurs définitions peuvent différer d'une université à l'autre et d'un département à l'autre. Toutefois, les domaines d'études fréquemment abordés comprennent :
- Études américaines
  - Américanisme (États-Unis).
    - Études des Appalaches
    - Études du sud

  - Études canadiennes
  - Études latino-américaines
  - Études québécoises

- Études océaniques
  - Études australiennes
  - Études néo-zélandaises

- Études européennes
  - Albanologie (Albanian studies)
  - Études baltes (Baltic Sea Region studies)
  - Études britanniques
    - Études anglo-saxonnes
    - Études corniques (également sous Études celtiques)
    - Études mannoises (également sous Études celtiques)
    - Études écossaises (également sous Études celtiques)
    - Études galloises (également sous Études celtiques)

  - Caucasologie (Caucasiology, également sous Études du Moyen-Orient)
    - Études abkhazes
    - Arménologie (Armenian studies)
    - Études tchétchènes
    - Études daghestanaises
      - Études avars

    - Études géorgiennes (Études kartvéliennes ou Kartvélogie)
    - Études ossètes

  - Études celtiques (Celtology)
    - Études bretonnes
    - Institut d'études corniques (également sous Études du Royaume-Uni)
    - Études irlandaises
    - Études mannoises (également sous Études du Royaume-Uni)
    - Études écossaises (également sous Études du Royaume-Uni)
    - Études galloises (également sous Études du Royaume-Uni)

  - Études néerlandaises
  - Études finno-ougriennes (Finnougristics)
    - Études finlandaises
    - Études hongroises

  - Études allemandes (Germanistics ou Germanics)
    - Études autrichiennes

  - Études helléniques
    - Études byzantines (Byzantinologie ou Byzantologie)

  - Études romanes (voir aussi Études latino-américaines)
    - Études aromaniennes
    - Études françaises
      - Études occitanes

    - Études ibériques (voir aussi Études latino-américaines)
      - Études basques (partie des Études ibériques, mais pas des Études romanes)
      - Études catalanes
      - Hispanisme (Études hispaniques ou Études espagnoles)
      - Études portugaises

    - Études italiennes
    - Études roumaines

  - Études scandinaves
  - Études slaves (Slavistique)
    - Études biélorusses (Bélarusistique)
    - Études bosniaques (Bosniaquistique)
    - Études bulgares (Bulgaristique)
    - Études croates (Croatistique)
    - Études tchèques (Bohémistique)
    - Études macédoniennes (Macédonistique)
    - Études monténégrines (Monténégristique)
    - Études polonaises (Polonistique)
    - Études russes
      - Études soviétiques et communistes
        - Kremlinologie

    - Études ruthènes (Ruthénistique)
    - Études serbes (Serbistique)
    - Études slovaques (Slovaquistique)
    - Études slovènes (Slovénistique)
    - Études ukrainiennes (Ukrainistique)
    - Études yougoslaves (Yougoslavistique)

- Études africaines
  - Études nord-africaines
    - Études berbères
    - Égyptologie

- Études du Moyen-Orient
  - Études du Moyen-Orient (Études proches-orientales)
    - Études arabes
    - Caucasologie (Caucasiologie, également sous Études européennes)
      - Études abkhazes
      - Études arméniennes (Arménologie)
      - Études tchétchènes
      - Études daghestanaises
        - Études avars

      - Études géorgiennes (Études kartvéliennes ou Kartvélogie)
      - Études ossètes

    - Études iraniennes (Iranologie ou Iranistique)
      - Études persanes
      - Kurdologie (Études kurdes)

    - Études juives (Études judaïques)
    - Études turques (Turcologie, voir aussi Études de l'Asie centrale)
      - Études ottomanes
      - Études seldjoukides (Études seldjoukides

    - Études islamiques

- Études asiatiques
  - Études d'Asie centrale
    - Tibétologie (études tibétaines)

  - Études de l'Asie de l'Est
    - Études chinoises (Sinologie)
    - Études de Pékin (Pékingologie)
    - Études Coréennes (Coréanologie)
      - Études nord-coréennes

    - Études taïwanaises
    - Japanologie
      - Études d'aïnous
      - Études d'Okinawa

    - Études mandchoues (Manchurologie)
    - Études miao (également sous Études de l'Asie du Sud-Est)
    - Études mongoles (également sous Études de l'Asie centrale)
    - Tibétologie / Études tibétaines (Tibétologie, également sous Études de l'Asie centrale ou Études de l'Asie du Sud)
    - Études ouïghoures (également sous Études de l'Asie centrale)
    - Études yi (également sous Études de l'Asie du Sud-Est)
    - Études zhuang (Zhuangologie, également sous Études de l'Asie du Sud-Est)

  - Études d'Asie du Sud
    - Études bengali
    - Études dravidiennes (Dravidologie)
    - Indologie (Indian studies)
    - Pakistanologie (Pakistan studies or Pakistani studies)
    - Études sindhi (Sindhologie)

  - Études d'Asie du Sud-Est
    - Études birmanes
    - Études indonésiennes
    - Études khmères
    - Études lao
    - Études miao (également sous Études de l'Asie de l'Est)
    - Études philippines (Philippinologie ou Philippineologie)
    - Études indonésiennes
    - Études thaïlandaises
    - Études vietnamiennes (Vietnamologie)
    - Études yi (également sous Études de l'Asie de l'Est)
    - Études zhuang (Zhuangologie, également sous Études de l'Asie de l'Est)

La notion de TransArea Studies vient compléter les différents domaines cités ci-dessus. Cette notion a été développée par l’Université de Potsdam afin de répondre à l'intérêt croissant pour l'étude des phénomènes translocaux, transrégionaux, transnationaux et transcontinentaux.
Pour conclure, les études régionales ne sont pas les seuls domaines de recherche interdisciplinaires. De nombreux autres domaines existent, tels que les études sur les femmes, les études de genre (Gender Studies), les études ethnique ou encore les études sur le handicap.

## Critiques et limites
Comme mentionné précédemment, les études régionales, ou area studies, ont émergé en tant que discipline dans les années 1950-1960, période marquée par la guerre froide. Elles ont été développées dans le but de fournir une expertise sur des régions spécifiques du monde, permettant ainsi une compréhension approfondie de la culture, de l'économie et de la politique des différentes zones géographiques concernées, ainsi que les dynamiques régionales complexes,.
Rey Chow, dont le travail se situe au carrefour des études postcoloniales et des études culturelles, analyse l'arrière-plan idéologique qui est celui des études régionales. Elle affirme dans The Age of World Target (2006) que la constitution de zones géopolitiques en objets de connaissance séparés suppose de considérer ces zones comme des sources de danger, des menaces nécessitant d'être neutralisées, et que les études régionales présentent « le monde comme une cible ». Cette approche est née de la guerre froide, dont elle a conservé l'état d'esprit. Selon Rey Chow, une telle forme de savoir « qui consiste à mettre le monde sous un viseur relève du racisme et de l'incapacité à porter un regard sur l'altérité au-delà de la trajectoire dessinée par le parcours d'une bombe ».
En effet, dans son article intitulé Area Studies, Regional Studies, and International Relations, le politologue américain Peter J. Katzenstein confirme que certaines études peuvent être biaisées en faveur des intérêts politiques et économiques de certains pays, tels que les États-Unis. Ces études se caractérisent par des politiques néolibérales favorisant les grandes entreprises et les investisseurs étrangers, ce qui laisse inévitablement place à l’adoption d’une vision unilatérale et ethnocentrique de certaines sociétés ou cultures.
De plus, ces analyses peuvent être exploitées à des fins politiques, servant ainsi de justification pour des politiques discriminatoires ou des conflits régionaux. Elles peuvent également contribuer à l’exploitation des ressources naturelles, à la dégradation de l’environnement et à l’accroissement des inégalités sociales.
D'autres auteurs, soulignent la tendance des études régionales à se concentrer sur les particularités locales, au détriment d'une compréhension plus étendue des autres forces structurelles mondiales. Cette approche limitée peut engendrer une perception restreinte des enjeux internationaux ainsi qu'une interprétation erronée des interactions entre différentes régions et le système international. Cette vision trop axée sur des aspects locaux peut occulter une partie de la compréhension des phénomènes mondiaux et de la mondialisation. De plus, il est important de porter une attention particulière à la possible négligence des perspectives non étatiques, telles que les facteurs culturels, historiques, etc.
Par ailleurs, certaines frontières s’avèrent floues ou contestées, ce qui peut entraîner des difficultés lors de la comparaison de certains résultats à l'échelle internationale. Ce problème n'est pas amélioré par le manque de précision scientifique reproché à ces études qui, dans certains cas, ont été considérées par des auteurs comme Kenneth Waltz dans son livre Theory of International Politics,comme des disciplines marginales dépourvues d'une véritable base théorique ou méthodologique solide.
Certaines critiques ont également noté que les études régionales ont souvent une tendance à se limiter à la description, avec un manque d'analyse comparative. Ces insuffisances sont généralement associées à un défaut de contextualisation historique, laissant ainsi dans l'ombre certaines dimensions cruciales de la construction historique de ces régions.
En conclusion, les études régionales, fournissent une expertise approfondie sur des régions spécifiques du monde, explorant les dimensions économiques, politiques et les dynamiques régionales propres à chaque région concernée. Cependant, il est impératif de traiter ces recherches avec une attention particulière en tenant compte de plusieurs aspects cruciaux.
En premier lieu, il est essentiel de se pencher sur leurs implications politiques et économiques, souvent centrées sur les États-Unis, tout en évaluant leur pertinence par rapport à divers aspects internationaux. En second lieu, il est pertinent de mettre en lumière le possible manque de précision géographique. De plus, il est nécessaire de maintenir une certaine distance critique envers les conclusions scientifiques provenant de diverses études. Les interactions entre les données examinées doivent également être scrupuleusement prises en compte, car elles peuvent influencer la construction historique de ces études.
En résumé, une approche équilibrée et critique s'avère indispensable pour appréhender de manière adéquate la richesse et la complexité des études régionales ainsi que pour comprendre leurs implications dans la compréhension du monde contemporain.